# Rubén Almanza
Rubén Almanza García (Chihuahua, 28 luglio 1929 – 5 gennaio 2020) è stato un cestista messicano.

## Carriera
Con il Messico ha disputato una edizione dei Giochi olimpici (1952), oltre ai Giochi panamericani 1955.